# 4701 Milani
4701 Milani è un asteroide della fascia principale. Scoperto nel 1986, presenta un'orbita caratterizzata da un semiasse maggiore pari a 2,7075090 UA e da un'eccentricità di 0,1382363, inclinata di 3,67252° rispetto all'eclittica.
L'asteroide è dedicato all'astronomo italiano Andrea Milani Comparetti.